# Zoe Saldaña
Zoe Saldana Perego (Passaic, Nova Jersey, 19 de juny de 1978) és una actriu estatunidenca d'origen dominicà i porto-riqueny. El seu nom es troba de vegades escrit com Zoë Saldana i Zoë Saldaña.

Saldana va néixer a Passaic, de mare porto-riquenya i pare dominicà. Es va criar a Queens, tenint com a llengües maternes ambdós idiomes: l'anglès i el castellà. Quan tenia 9 anys, el seu pare va morir en un accident de trànsit, i la seva mare es va traslladar a la República Dominicana amb ella i les seves germanes. Una vegada allà, va començar a rebre classes de ballet en una de les més prestigioses escoles de dansa, acumulant experiència que li seria de gran ajuda per aconseguir un paper en la pel·lícula Center Stage. Va tornar als Estats Units després del segon any d'institut on es va apuntar en un programa d'actuació anomenat Faces theater program.
Saldana va fer la seva primera aparició a la televisió en un episodi de la sèrie Law & Order, que va ser emès el 13 d'octubre de 1999. Va abandonar els estudis després de debutar en el llargmetratge Center Stage (2000). Aquesta actuació la va portar a participar en pel·lícules posteriors com Crossroads (2002), amb Britney Spears; i el drama Drumline (2002). En 2003 va interpretar el paper d'Anamaría en la reeixida Pirates del Carib: La Maledicció de la Perla Negra, en anys posteriors va formar part de l'elenc de pel·lícules com The Terminal (2004), Guess Who (2005), en aquesta com a protagonista juntament amb Ashton Kutcher i Bernie Mac. El 2009, en la precuela de Star Trek, Star Trek XI, va reencarnar al personatge d'Uhura, interpretat originalment per Nichelle Nichols, i va coprotagonitzar la pel·lícula Avatar.
Saldana va mantenir una relació durant onze anys amb l'actor Keith Britton. Tot i haver anunciar el mes de juny de 2010 que podia haver casament, el novembre de 2011 van anunciar que trencaven de forma amistosa la seva relació.
Durant un any i mig, de novembre de 2011 a gener de 2013 va sortir amb en Bradley Cooper. El mes de març de 2013 va començar una relació amb l'artista italià Marco Perego, amb qui es va casar de forma secreta a Londres el juny de 2013. Han estat pares d'una bessonada el mes de novembre de 2014.

## Filmografia
| Any  | Pel·lícula                                       | Paper             |
| ---- | ------------------------------------------------ | ----------------- |
| 2000 | El ritme de l'èxit (Center Stage)                | Eva Rodríguez     |
| 2001 | Snipes                                           | Cheryl            |
| 2001 | Get Over It                                      | Maggie            |
| 2002 | Drumline                                         | Laila             |
| 2002 | Crossroads                                       | Kit               |
| 2003 | Pirates del Carib: La maledicció del Perla Negra | Anamaria          |
| 2004 | Temptation                                       | Annie             |
| 2004 | Haven                                            | Andrea            |
| 2004 | The Terminal                                     | Officer Torres    |
| 2005 | La maldición del padre Cardona                   | Flor              |
| 2005 | Dirty Deeds                                      | Rachel Buff       |
| 2005 | Guess Who                                        | Theresa Jones     |
| 2006 | Premium                                          | Charli            |
| 2006 | Ways of the Flesh                                | Donna             |
| 2007 | After Sex                                        | Kat               |
| 2007 | Blackout                                         | Claudine          |
| 2007 | Constellation                                    | Rosa Boxer        |
| 2008 | Vantage Point                                    | Angie Jones       |
| 2009 | Avatar                                           | Neytiri           |
| 2009 | Star Trek                                        | Nyota Uhura       |
| 2009 | The Skeptic                                      | Cassie            |
| 2010 | The Losers                                       | Aisha             |
| 2010 | Takers                                           | Lilly             |
| 2010 | Death at a Funeral                               | Elaine            |
| 2010 | Burning Palms                                    | Sarah Cotton      |
| 2011 | The Heart Specialist                             | Donna             |
| 2011 | Colombiana                                       | Cataleya Restrepo |
| 2012 | El lladre de paraules                            | Dora Jansen       |
| 2013 | Star Trek Into Darkness                          | Nyota Uhura       |
| 2013 | Blood Ties                                       | Vanessa           |
| 2013 | Machete Kills                                    | Liza              |
| 2013 | Out of the Furnace                               | Lena Warren       |
| 2013 | Nina                                             | Nina Simone       |
| 2014 | Guardians of the Galaxy                          | Gamora            |
| 2016 | Star Trek Beyond                                 | Nyota Uhura       |
| 2017 | Guardians of the Galaxy Vol. 2                   | Gamora            |
| 2018 | Avengers: Infinity War                           | Gamora            |
| 2019 | Avengers: Endgame                                | Gamora            |
| 2022 | Avatar: El sentit de l'aigua                     | Neytiri           |
| 2023 | Guardians of the Galaxy Vol. 3                   | Gamora            |
| 2024 | Emilia Pérez                                     | Rita              |
| 2025 | Elio                                             | Olga              |
| 2025 | Avatar 3                                         | Neytiri Omaticaya |